# ASC SUNEOR Diourbel
ASC SONACOS is een Senegalese voetbalclub uit de stad Diourbel. Het is de succesvolste club van buiten de hoofdstad Dakar en kon reeds vier landstitels binnen halen.
De club werd opgericht als SEIB Diourbel en was vrij succesvol in de jaren tachtig met drie landstitels. In 1991 degradeerde de club uit de hoogste klasse en nam voor het volgende seizoen de naam SONACOS (Societé Nationale de Commercialisation de Óleagineux) aan en promoveerde meteen terug naar de hoogste klasse. De club deed het vrij goed en kon in 1996 een nieuwe landstitel binnen halen. De volgende seizoenen belandde de club in de middenmoot en liet pas in 2002 opnieuw van zich horen toen de vicetitel behaald werd. Aan de start van seizoen 2006/07 werd de naam van de club veranderd in ASC SUNEOR.

## Erelijst
Landskampioen
1980, 1983, 1987 (als SEIB Diourbel)
1996 (als SONACOS)
Beker van Senegal
Winnaar: 2001
Finalist: 1987
Senegal Assemblée Nationale Cup
2005